# Juan Álvarez y Alva de Toledo
Juan Álvarez y Alva de Toledo, O.P. (Toledo, 15 de julho de 1488 - 15 de setembro de 1557) foi um prelado cardeal espanhol.

## Biografia
Filho de Fadrique Álvarez de Toledo, segundo duque de Alba, e de Isabel de Zúñiga; irmão de Pedro Álvares de Toledo, vice-rei de Nápoles. Parente do Cardeal Fernando de Toledo Oropesa (1578). Entrou no convento da Ordem dos Pregadores em Salamanca ca. 1504 e professou seus votos em 11 de abril de 1507; no ano seguinte, foi enviado para estudar no Colegio San Gregorio, Valladolid, e jurou os estatutos em 21 de março; completou sua formação em Paris. Nomeado leitor de Sentencias no capítulo dominicano de Gênova, 1513. Foi professor de Filosofia e Teologia na Universidade de Salamanca.
Apesar de ter recusado a promoção ao episcopado oferecida pelo Rei Carlos I da Espanha, em 31 de agosto de 1523, Álvarez de Toledo foi eleito bispo de Córdoba, onde ficou até 1537, quando foi transferido para a Diocese de Burgos em 11 de abril. Foi criado cardeal-presbítero no consistório de 20 de dezembro de 1538 pelo Papa Paulo III; o chapéu vermelho foi enviado a ele antes, recebendo o título de Santa Maria no Pórtico apenas em 4 de maio de 1541. Residiu na Cúria Romana desde 1540 e em 6 de julho de 1541, transferiu seu título para o de São Sisto. Nomeado um dos membros do tribunal reconstituído da inquisição geral, 21 de julho de 1542. Camerlengo do Sagrado Colégio dos Cardeais, 8 de janeiro de 1543 a 9 de janeiro de 1544. Em 24 de janeiro de 1547, transfere novamente seu título para o de São Clemente, e em 28 de fevereiro de 1550, opta pelo título de São Pancrácio, usando os títulos unidos de Santos Clemente e Pancrácio até 4 de dezembro de 1551.
Em 27 de junho de 1550, o cardeal foi elevado a arcebispo metropolita de Santiago de Compostela. No ano de 1553, foi nomeado Inquisidor de Roma e em 20 de novembro, novamente seu título é transferido para Santa Maria em Trastevere. Poucos dias depois, em 11 de dezembro de 1553, foi feito cardeal-bispo de Albano e, em 29 de maio de 1555, passa para a sé de Frascati.
Cardeal Álvarez de Toledo participou do conclave de 1549-1550 que elegeu a Giovanni Maria Ciocchi del Monte como Papa Júlio III e dos dois conclaves de 1555 (eleições de Marcello Cervini como Papa Marcelo II e de Gian Pietro Carafa como Papa Paulo IV). O papa Paulo IV o tomou seu confessor, deu-lhe um apartamento no palácio apostólico e, após a morte do mestre geral da Ordem dos Pregadores, encarregou-o de cuidar de toda a ordem, auxiliado pelo Padre Vincenzo Giustiniani, futuro mestre geral e cardeal.

Juan Álvarez y Alva de Toledo faleceu em 15 de setembro de 1557, em Roma, e foi transferido para a Espanha, seus restos mortais foram enterrados no túmulo de sua família.